# Abu Mena
Abu Mena (arabiska ابو مينا) är en mycket tidig kristen stad i guvernementet Al-Iskandariyah.
Staden grundades på platsen där martyren Menas dog år 296. Här finns rester efter en kyrka, dopkapell, basilikor, allmänna byggnader, gator, kloster, bostadshus och verkstäder. Staden som är en av de äldsta kristna platserna i Egypten fanns mellan 300-talet och 600-talet. Platsen räknas idag som ett världsarv. Sedan 2001 är Abu Mena även upptagen på Unescos lista över hotade världsarv.
Den stora basilikan har ett 67 meter långt och 32 meter brett långskepp samt ett 50 meter långt och 20 meter brett tvärskepp.

## Galleri

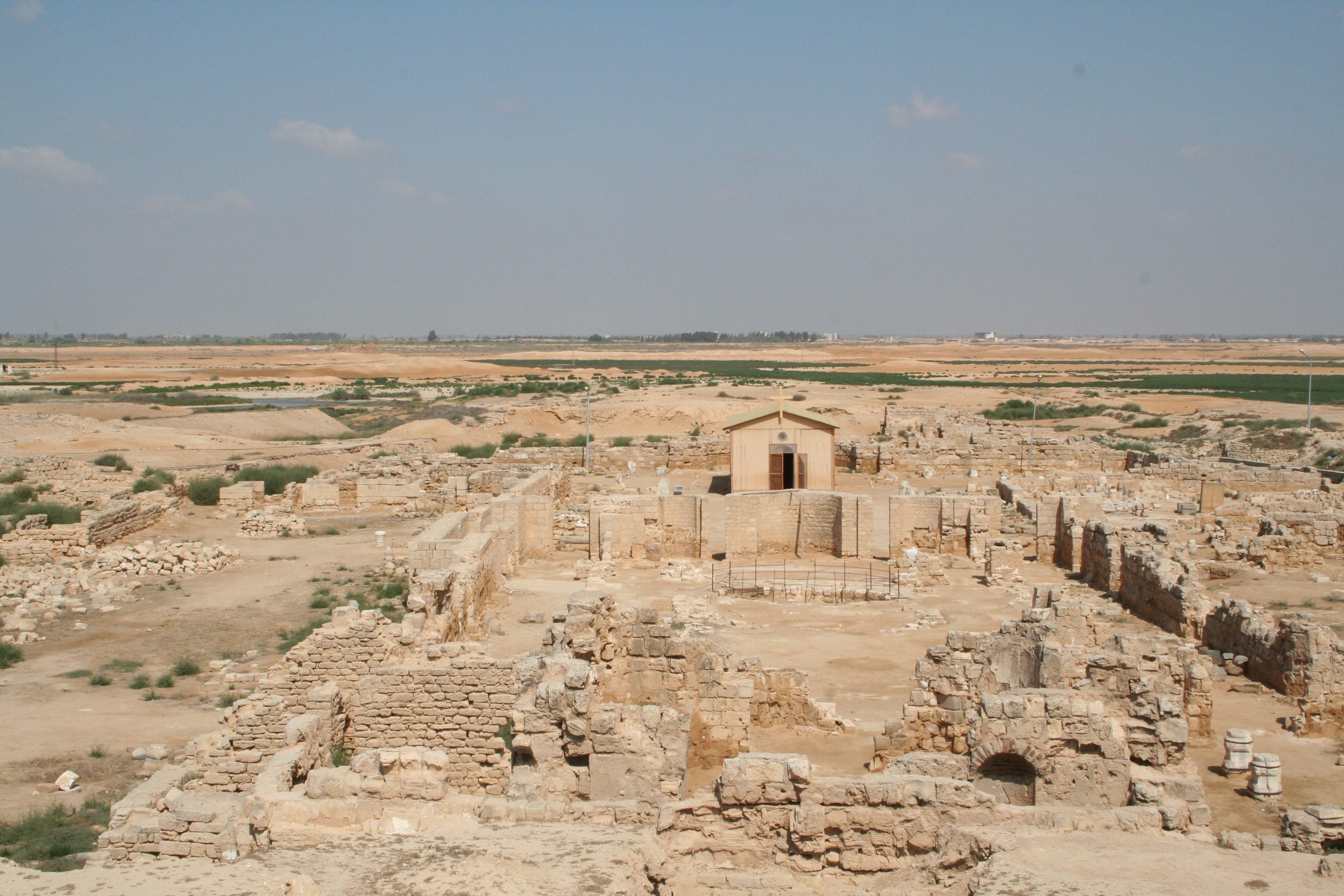
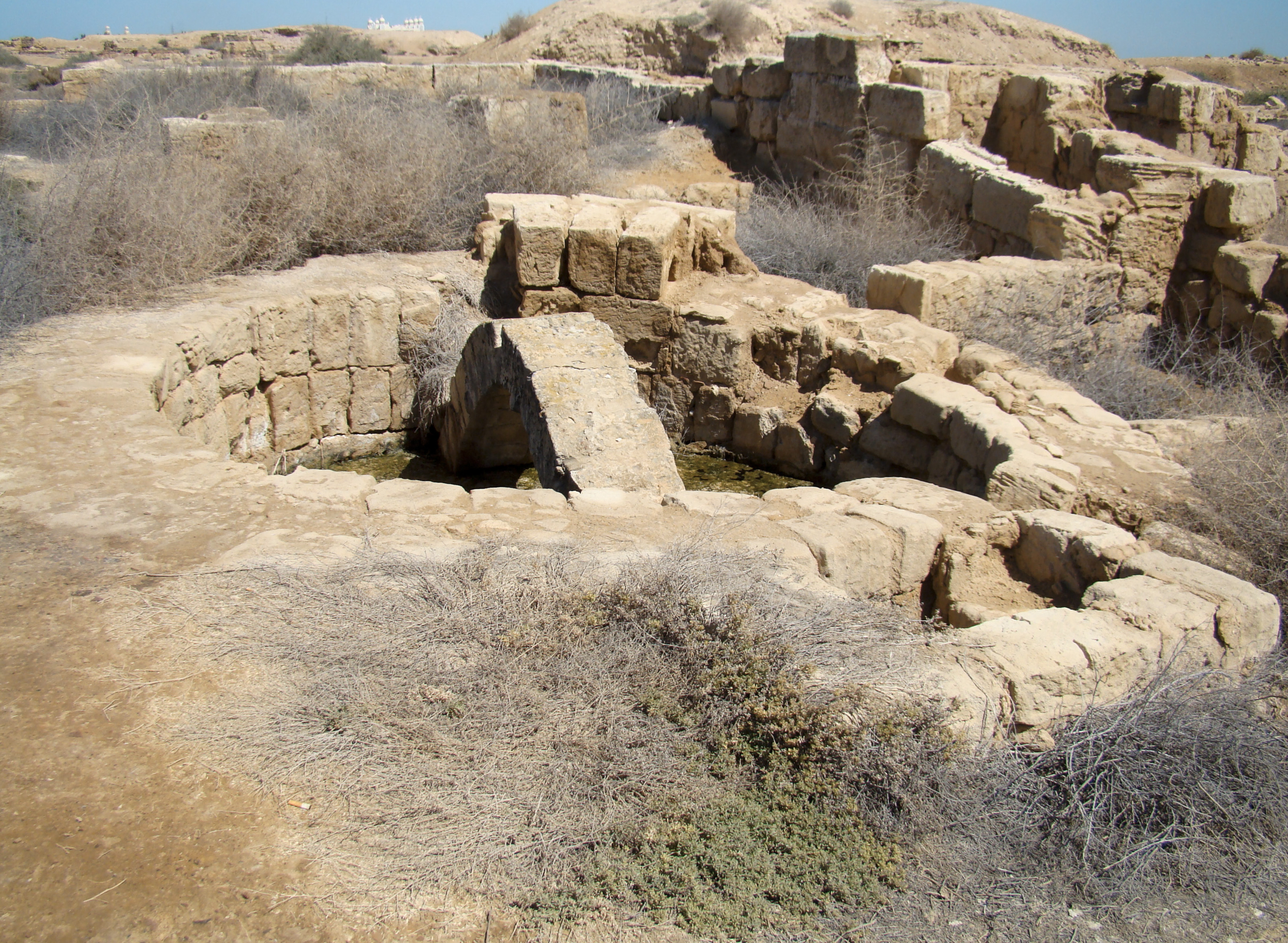
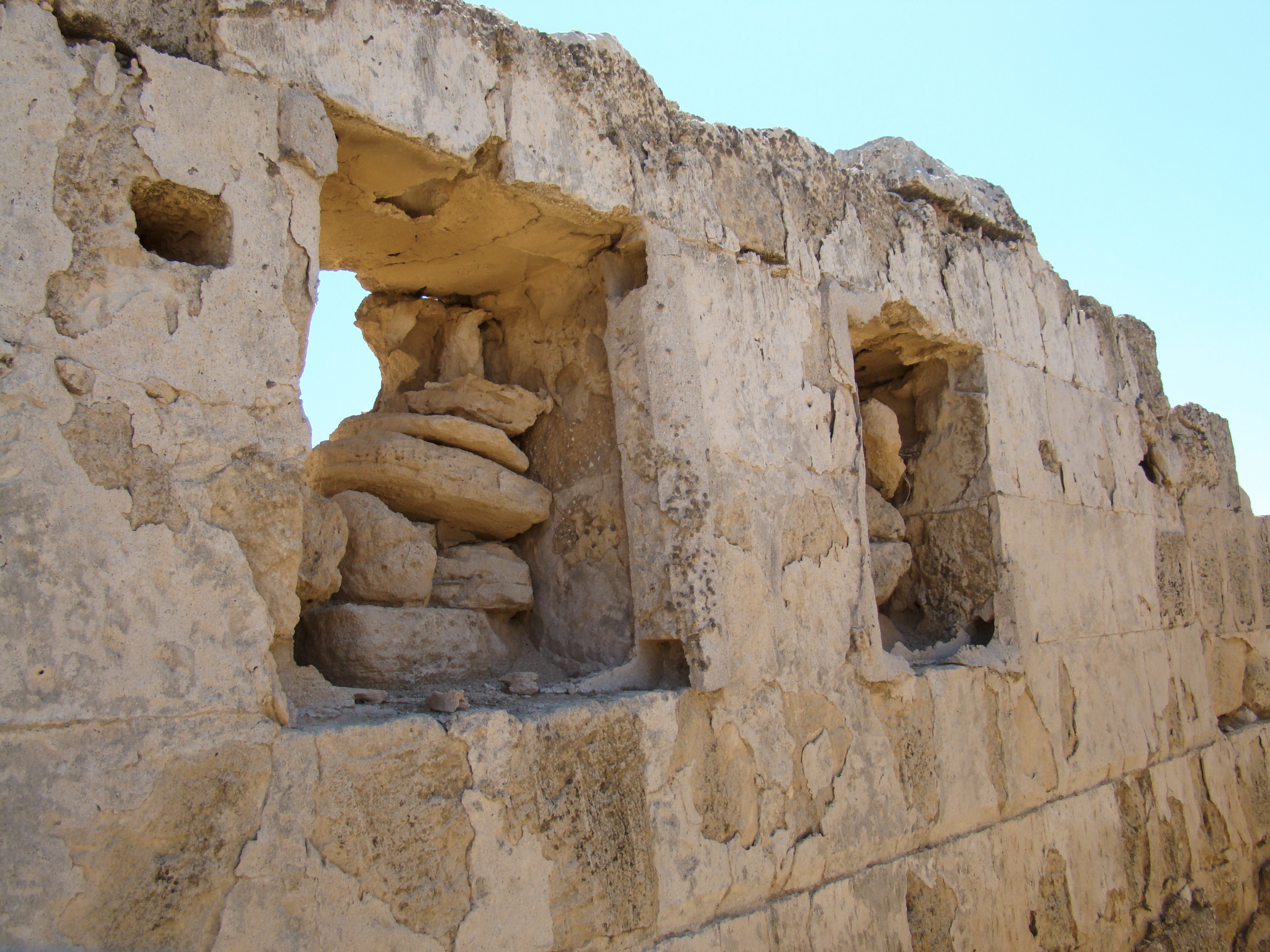
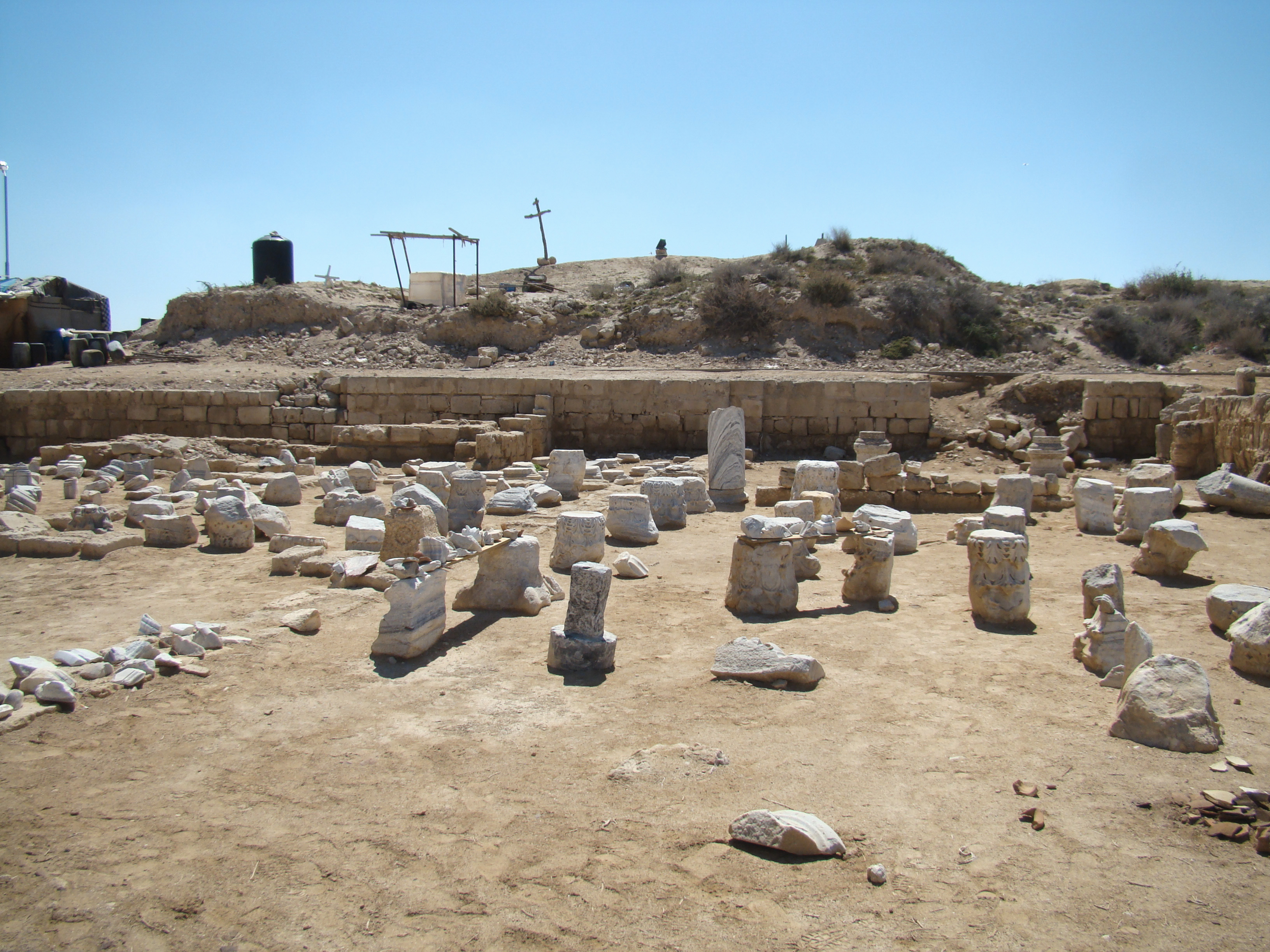